# Гавья (Ивьевский район)
Гавья (бел. Га́ўя) — деревня (ранее — посёлок) в Ивьевском районе Гродненской области Белоруссии. В составе Липнишковского сельсовета. Расположена железнодорожная станция.

## География
Расположена железнодорожная станция Барановичского отделения Белорусской железной дороги на линии Молодечно — Лида, между остановочным пунктом Березовцы (около Березовцы) и остановочным пунктом Князиковцы (в Большие Князиковцы).
Пролегает дорога Н-6508.
Ближайшие населённые пункты Кевры, Лубеняты, Судроги и др.

## История
Известна с середины XVI века, как имение Гавья в Ошмянском уезде Виленского воеводства, шляхетская собственность. В 1562 году 29 дымов. В 1690 году имение Гавья-Суликовщина принадлежало Г. Мавлевичу. В 1735 году относилось к Суботницкому приходу, собственность Жуковского. К имению относились деревни Демонты, Малые и Большие Сонтаки, Жалейки, Курдуки, Кавкели, Яхимовщина.
В середине XIX века имение принадлежало В. Брахоцкому, к нему относились деревни: Залейки, Новоселки, Бурдуки, Хвосты (ныне Луговая), Кавкели. В 1885 году имение в Ивьевской волости Ошмянского уезда Виленской губернии, действовали церковь, водяная мельница. В 1897 году 5 дворов, 101 житель, мельница, корчма. Частично жители занимались сплавом леса.
В 1905 году в Ивейской волости Ошмянского уезда Виленской губернии.
В 1921-1939 годах в Липнисской гмине Воложинского, затем Лидского уездов Новогрудского воеводства Польши.
С 12 октября 1940 года станция Гавья (28 дворов, 140 жителей) в Липнишковском сельсовете Ивьевского района. С 25 июня 1941 года по 8 июля 1944 года оккупирована немецкими захватчиками.
Находилось в составе колхоза «Авангард». В 1970 году 124 жителя. После в составе колхоза «Липнишки».
В 2013 году Гавья получила статус деревни.

## Население

### Численность
- 2009 год — 86 жителей

### Динамика
- 1999 год — 42 двора, 89 жителей (перепись населения)
- 2009 год — 86 жителей (перепись населения)[3]

## Инфраструктура
Работали асфальтовый завод, столовая, склады, крама.

## Достопримечательность
- Здание станции начала XX в.
- Жилой дом железнодорожников начала XX в.

## Галерея

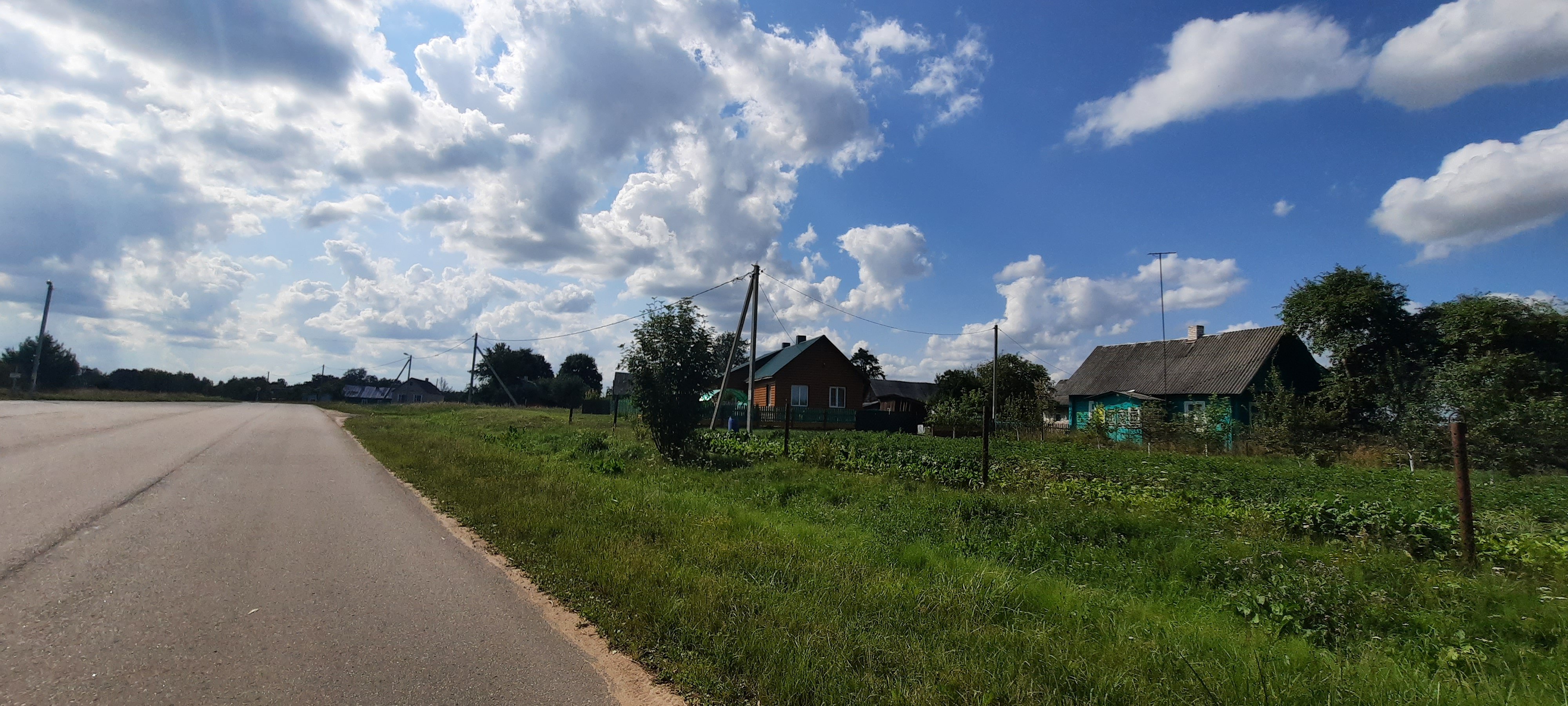
Панорама
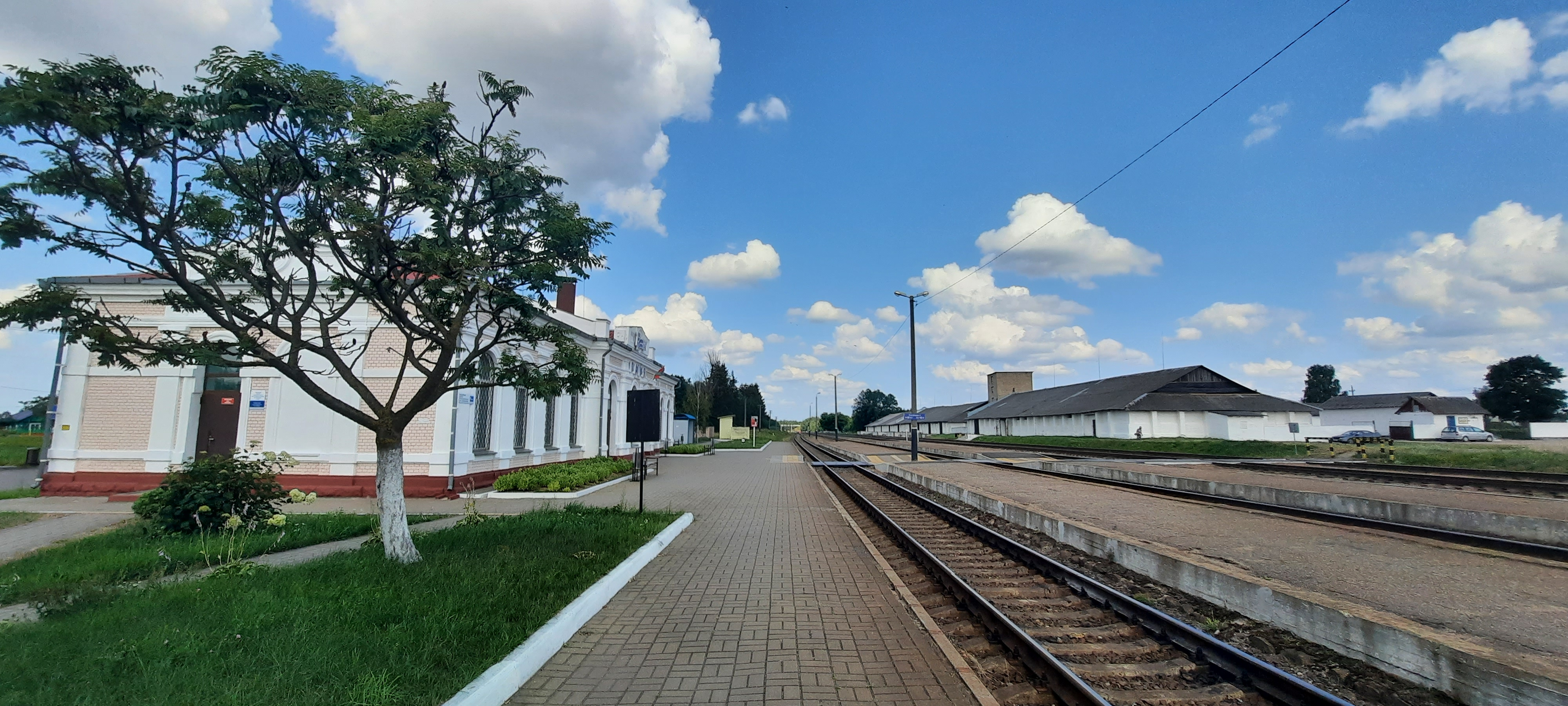
Железнодорожная станция Гавья
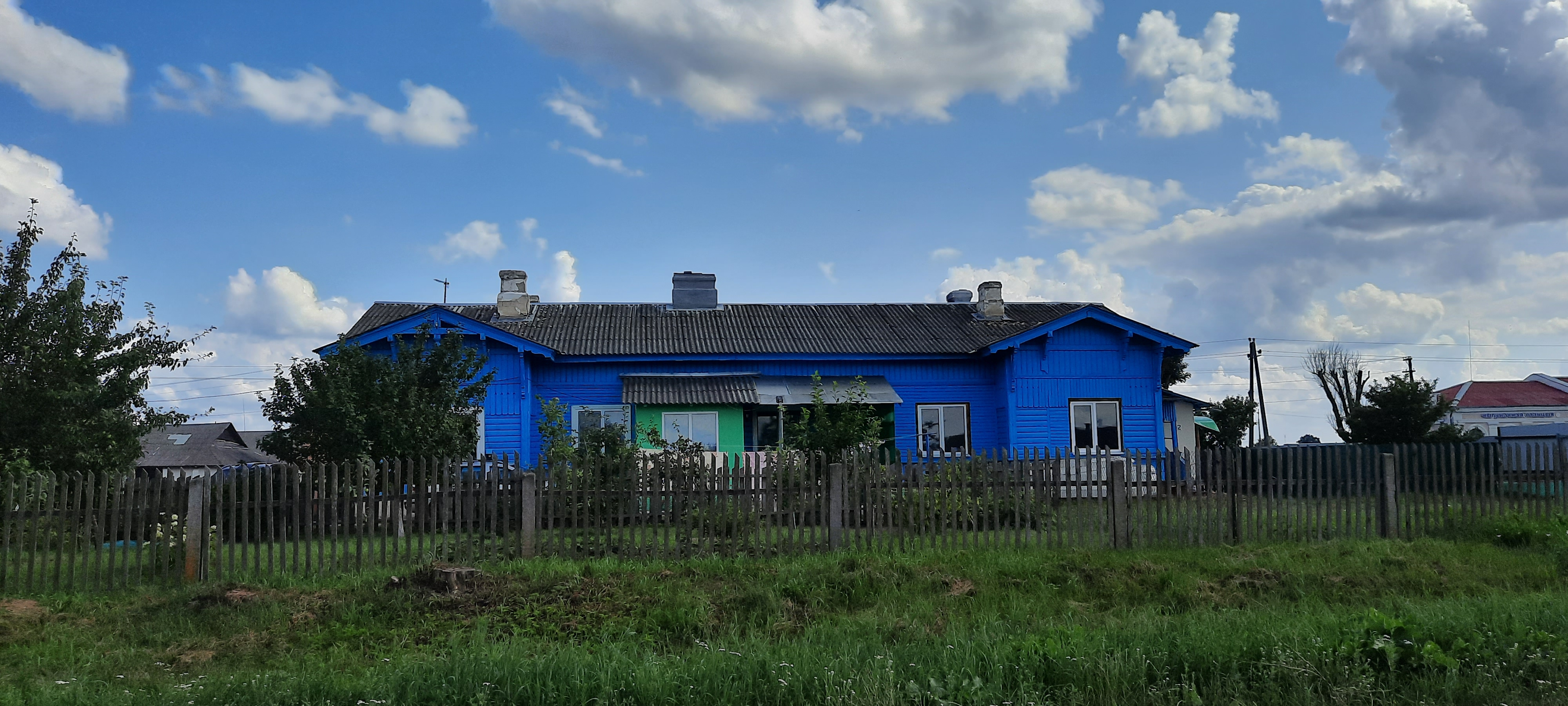
Жилой дом работников станции